# Condríl·lides
Els condríl·lides (Chondrillida) són un ordre de demosponges de las subclasse dels Verongimorpha.

## Taxonomia
L'ordre Chondrillida inclou dues famílies i un total de 42 espècies:
- Família Chondrillidae Gray, 1872
- Família Halisarcidae Schmidt, 1862